# 웨스트민스터 총회

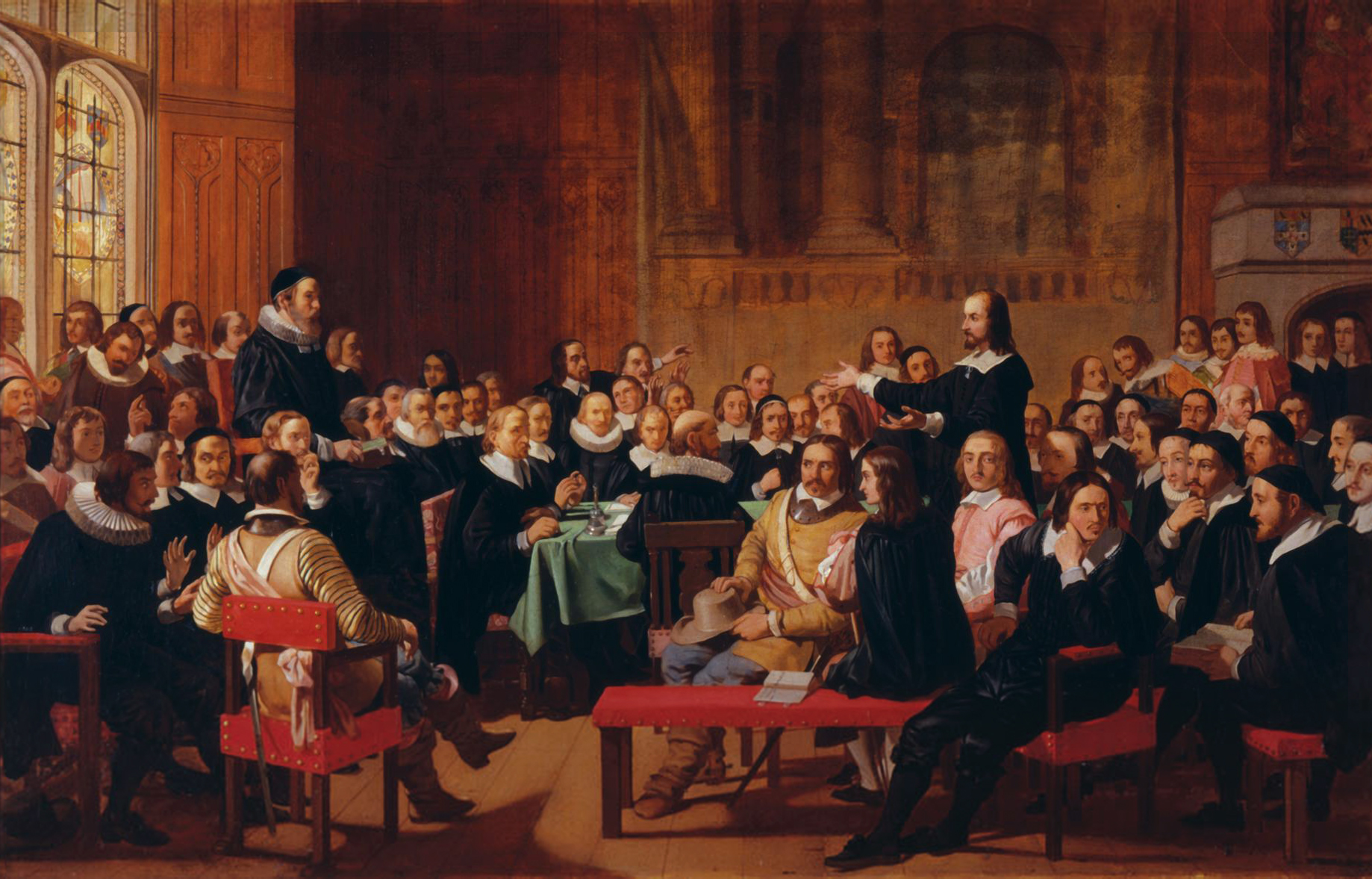
1644년의 웨스트민스터 총회의 모습

웨스트민스터 총회(Westminster Assembly of Divines)는 1643년 7월 1일에서 1649년 2월 22일까지 영국의회의 회원들과 청교도를 포함한 신학자들이 모여 잉글랜드와 스코틀랜드를 합친 영국 교회를 재구성하기 위해 모인 회의다.
총 121명의 목사와 11명의 영주와 20명의 평민들이 모였고, 불출석 또는 중도에 결석한 자들을 위해 19명이 보충되었다. 또한, 스코틀랜드에서 온 7명의 파견단이 있었다.
교회정치의 형태, 웨스트민스터 신앙고백, 웨스트민스터 소요리문답, 웨스트민스터 대요리문답, 웨스트민스터 예배모범에 대한 문서를 열띤 토론과 회의를 통해 표결에 올려 통과시켰다. 이 문서들은 장로교의 기초적, 교리적 질서체계를 제공하였으며, 회중교회, 침례교등은 수정 보완을 거쳐 확립하였다.
이 문서는 칼빈주의 및 개혁주의 전통의 역사적 주춧돌로 평가받고 있으며, 미국장로교와 한국장로교등에 지금까지 널리 사용되고 있다.

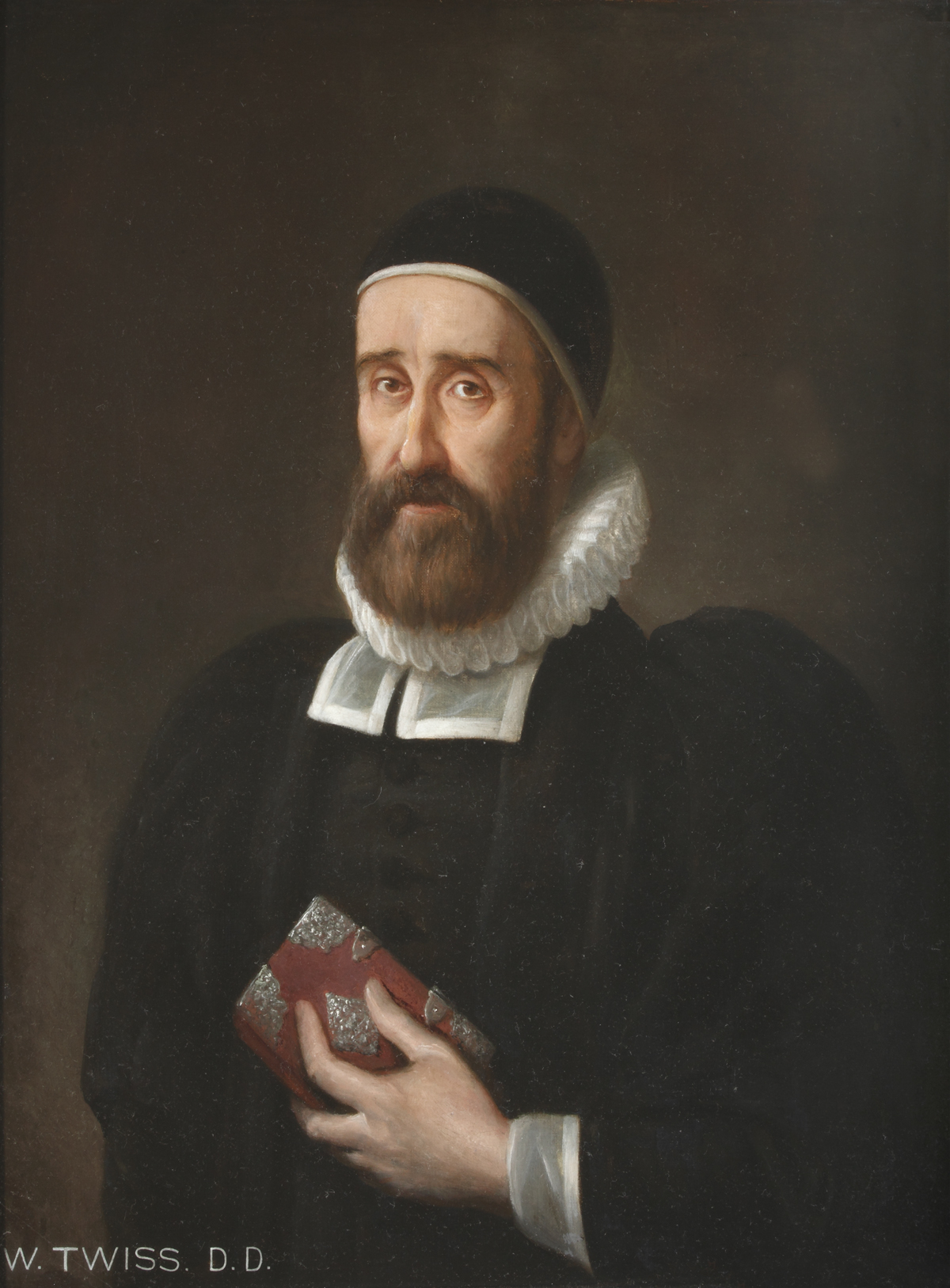
초기 사회를 맡은 윌리엄 트위세

## 총회의 특징[3]

### 총회회원들이 업무에 임할 때 임한 그들의 열정과 전적인 헌신의 탁월함.
요리문답을 작성할 때, 이 일은 단번에 이루어지지 않고 재차 삼차의 까다로운 심사를 거쳤다. 그 전에 있었던 루터와 칼빈, 우르시누스의 여러 요리문답과 비교해 볼 때, 많은 인원이 참석하여 심혈을 기울여 5년동안 작성한 것으로, 그들의 노력과 헌신은 타의 추종을 불허하였다.

### 하나님께 지혜의 빛과 인도를 의지하며 바라는 기도의 풍성함.
매일 기도로 시작과 끝을 알렸고, 만일 최종의 결과를 얻지 못할 경우 하나님께 지혜를 아뢰어 기도 안에서 응답을 찾는 식의 방법을 사용하였다. 오직 기도와 금식을 통하여 빛의 조명을 간구하는 식의 성경적인 방법을 사용하였다.

### 하나님 말씀, 성경에 대한 철저한 충성.
모든 토론의 최종적인 심판은 성경이었다. 성경만이 절대적인 권위를 가지므로 성경이 보증하는 구절을 통하여 결론을 내었다.

## 총회의 경과
1643년 7월 1일 윌리엄 트위세의 설교로 총회 시작
1646년 총회는 의회에 웨스트민스터 신앙고백의 승인을 요청하였으나 에라스투스주의를 지지했던 영국의회는 거부하였다.
1647년 스코틀랜드 장로교회는 거부의사없이 즉각 받아들여 통과시켰다.
1648년 영국의회는 일부항목을 제외한 채 통과시켰다.
1661년 찰스 2세는 영국의회에 통과된 고백서를 무효화시켰다.
1690년 윌리엄 3세와 메리 2세는 다시 통과시켰다.

## 총회의 주된 관심사
초기에는 주로 영국 성공회 39개조 신조를 고치려는 의도였으나, 로마 가톨릭의 교리를 제거하고, 또한 그 당시에 영국에 풍미했던 다양한 스펙트럼의 이단들, 특히 율법폐기론을 논박하려고 힘을 썼다.

### 주제별 분류[5]
- 목회 지원자들을 시험하여 통과여부를 결정하는 일
- 사역: 총회의 업무와 관련된 제반사항
- 교회 정치: 임직을 실행, 교회 정부의 권리, 해외 교회와의 교신, 구제사역, 정치인들과의 관계
- 교리: 39개조 신조를 교정. 웨스트민스터 신앙고백 등을 작성
- 금식: 금식일 또는 금식에 대한 토의
- 예배: 예배 형식. 안식일 준수, 시편집

### 연도,월별 주제분류
| 연도   | 월별  | 주요 내용                          | 기타 | 연도   | 월별 | 주요 내용             | 기타 |
| ------ | ----- | ---------------------------------- | ---- | ------ | ---- | --------------------- | ---- |
| 1643년 | 7월   | 39개 신조                          |      | 1646년 | 7월  | 교회정부(유스 디비눔) |      |
| 1643년 | 10월  | 교회정부에 관한 목록               |      | 1646년 | 8월  | 신앙고백              |      |
| 1644년 | 1월   | 목회자 임직에 관한 목록            |      | 1646년 | 9월  | 신앙고백과 요리문답   |      |
| 1644년 | 2월   | 교회정부에 관한 목록               |      | 1646년 | 10월 | 신앙고백              |      |
| 1644년 | 5월말 | 예배에 관한 목록                   |      | 1646년 | 12월 | 요리문답              |      |
| 1645년 | 1월   | 교회정부와 예배에 관한 목록        |      | 1647년 | 1월  | 신앙고백              |      |
| 1645년 | 6월   | 성만찬 허락권                      |      | 1647년 | 4월  | 신앙고백              |      |
| 1645년 | 7월   | 교회정부와 신앙고백목록            |      | 1647년 | 5월  | 요리문답, 목회자시험  |      |
| 1645년 | 8월   | 성만찬 허락권과 목회자 시험        |      | 1648년 | 6월  | 총회업무. 목회자 시험 |      |
| 1645년 | 9월   | 신앙고백                           |      | 1648년 | 7월  | 목회자 시험           |      |
| 1646년 | 4월   | 교회 정부(유스 디비눔)             |      | 1652년 | 3월  | 총회 종료             |      |
| 1646년 | 6월   | 교회 정부(유스 디비눔) 과 신앙고백 |      |        |      |                       |      |

### 에라스투스주의 논쟁
당대 명망높은 법학자였던 존 셀든은 교회안에서의 교인의 파면에 대하여 국가의 개입이 필요하다고 주장하였지만, 조지 길레스피의 반대로 무산되었다. 그것은 마태복음 18:15-17이 국가의 법적인 문제가 아닌 영적인 문제로 반드시 교회안에서 해결되어야 함을 확인한 것이었다. 존 셀든은 조지 길레스피의 의견을 매우 높이 평가하였다.

## 평가
찰스 브릭스는 총회의 경과에 대하여 '웨스트민스터 총회에 모였던 목회자들의 일련의 설교와 기도는 세상이 한 번도 보지 못한 것이었다'라고 평가하였다.

## 같이 보기
- 사보이 신앙고백
- 웨스트민스터 신학교의 교수인 차드 반 딕스후른이 만든 웹사이트
- 존 라잇풋
- 차드 반 딕스후른

## 관련 서적
- God's Ambassadors: The Westminster Assembly and the Reformation of the English Pulpit, 1643-1653( Studies on the Westminster Assembly ) Chard Van Dixhoorn, 2017.
- The Minutes and Papers of the Westminster Assembly (5 Volume Set) Edited by Chard Van Dixhoorn, Oxford University Press, 2012
- W. Beveridge., A Short History of the Assembly (Edinburgh: , T & T Clark, 1904)
- S.W. Carruthers, The Everyday Work of the Westminster Assembly (Philadelphia, Presbyterian Historical Society of America, 1943)